# Khomārtāj (ort i Iran)
Khomārtāj (persiska: خمارتاج) är en ort i Iran.   Den ligger i provinsen Kermanshah, i den västra delen av landet, 500 km väster om huvudstaden Teheran. Khomārtāj ligger 1 283 meter över havet och antalet invånare är 284.
Terrängen runt Khomārtāj är kuperad åt sydost, men åt nordväst är den platt.Runt Khomārtāj är det ganska tätbefolkat, med 60 invånare per kvadratkilometer. Närmaste större samhälle är Ḩomeyl, 5,1 km norr om Khomārtāj. Trakten runt Khomārtāj består till största delen av jordbruksmark.